# Rasputin, a fekete cár
A Rasputin, a fekete cár (eredeti francia címe: La Tragédie impériale) Marcel L’Herbier rendezésében készült, 1938-ban bemutatott fekete–fehér francia film. 
Magyarországon a filmet 1939. április 28-án mutatták be.
A  film az orosz történelem egyik tragikus korszakát eleveníti fel, alakjait történelmi személyekről mintázták (ez nem azt jelenti, hogy a valóságnak megfelelően). Grigorij Raszputyin sztarec (idős szent ember) is élő személy volt, rejtélyesnek tartott alakját több irodalmi és filmes alkotás is felhasználta.

## Cselekménye
Az első világháború előtti években feltűnt Szibériában egy vándorszerzetes, Grigorij Raszputyin, aki állítólag egy epilepsziás szolgálót is „meggyógyított" delejes hatalmával. Bejáratos lett az előkelő szalonokba, sőt a cárné egyik udvarhölgyét is megbabonázta. A hölgy vőlegénye, gróf Igor Kurlov gárdahadnagy szimpátiáját azonban nem tudta elnyerni.
Udvarhölgye tanácsára a cárné titokban elhívatta Raszputyint, hogy segítsen a gyógyíthatatlan betegségben szenvedő kis Alekszej cárevicsen. A szerzetesnek sikerült is enyhítenie a gyermek kínjait, és ettől kezdve a cári család is a befolyása alá került, hatalma a világháború első éveiben is növekedett. Az országot féltő előkelőségek azonban rossz szemmel nézték káros tevékenységét és összeesküdtek ellene. Igor Kurlov meghívta estéjére Raszputyint, aki azt hitte, hogy legnagyobb ellenségét is sikerült megnyernie. Ott mérgezett ételt és italt szolgáltak fel neki, de a méreg hatástalan maradt. Már kezdték azt hinni, hogy a szerzetes elpusztíthatatlan, de végül több lövéssel sikerült őt leteríteni. A haldokló Raszputyin utolsó látomásával megjósolta, hogy Igor Kurlov sorsa a cári családéval együtt megpecsételődött: mire elmúlik a tél, elmúlnak a Romanovok is.

## Főbb szereplők
- Harry Baur – Grigorij Raszputyin
- Marcelle Chantal – Alekszandra cárné
- Pierre Richard-Willm – Igor Kurlov gróf
- Jean Worms – II. Miklós orosz cár
- Jany Holt – Grussina szolgáló
- Jacques Baumer – Prokoff
- Georges Malkine – koldus
- Lucien Nat – Osztrovszkij
- Carine Nelson – Anja Kityina
- Pierre Palau – Pjotr
- Georges Prieur – Nyikolajevics nagyherceg
- Alexandre Rignault – Bloch
- Gabrielle Robinne – a cárné anyja
- Jean Claudio – Alekszej cárevics